# Transpiration
För transpiration i betydelsen svettavsöndring, se svettning

Transpiration (av latinets trans-, genom, och spirare, andas) är inom botaniken det avgivande av vattenånga som sker via epidermis (kutikulär. epidermoidal transpiration) eller klyvöppningarna (stomatär inter-cellulär transpiration), särskilt från bladen. Mängdmässigt är den stomatära transpirationen klart störst. Det är också den stomatära transpirationen som växterna lätt kan reglera själv, genom att öppna och stänga klyvöppningarna efter behov.

## Styrande faktorer

### Atmosfäriska förhållanden styr den potentiella evapotranspirationen
Den mängden vattenånga som teoretiskt kan avges via både transpiration och evaporation (så kallad potentiell evapotranspiration), beror helt och hållet på yttre atmosfäriska faktorer. Varm och torr luft som är i rörelse, ökar den potentiella evapotranspirationen, medan kall, fuktig och stillastående luft minskar den. I vattenångemättad luft (100 % relativ luftfuktighet) är den potentiella evapotranspirationen obetydlig och ersätts ofta av guttation. 
Själva drivkraften för evapotranspirationen är skillnaden i vattenpotential mellan atmosfären och markvattnet i rotzonen. I träd kan vattentrycket i toppen nå -15 bar för att kunna driva vattnet.

### Markförhållanden
Den faktiska transpirationen är dock helt beroende av att det finns växttillgängligt vatten i rotzonen. Om detta saknas (eller om markens vattenpotential ligger nära den permanenta vissningsgränsen), stängs klyvöppningarna på grund av vattenbrist i växten, varpå den normalt helt dominerade stomatära transpirationen avstannar helt och hållet.
Riklig tillgång på växttillgängligt markvatten leder däremot till ökad transpiration, eftersom klyvöppningarna öppnar sig vid riklig tillförsel av vatten. Klyvöppningarna öppnas dock bara vid solljus (på grund av att den nödvändiga koldioxiden till fotosyntesen kommer in i växten via klyvöppningarna). Således blir transpirationen klart högre på dagen än på natten. Undantag är s.k. CAM-växter, som (av vattenbesparande skäl) fångar in koldioxiden på natten.

## Växternas nytta av transpirationen
Växterna har god nytta av transpirationen då den möjliggör växtnäringsupptag. Växtnäringen följer med markvattnet upp i plantan. Dessutom kan växterna reglera bladytans temperatur under varma och soliga dagar. Därmed kan den skadliga fotorespirationen minimeras. 

## Transpirationens hydrologiska omfattning
Av den totala mängd markvatten som plantan konsumerar under sitt liv, står transpirationen för mer än 99 %. Resten går åt i olika biokemiska reaktioner (till exempel fotosyntesen) samt för att upprätthålla turgortrycket.
Under en normal svensk sommar ligger transpirationen från en beväxt åker på ca 250-300 mm, vilket motsvarar 2 500-3 000 ton transpirerat markvatten per hektar. Då en normal spannmålsskörd ligger på ca 5-6 ton kärna/ha, innebär det för svenska förhållanden att det åtgår ca 500 liter markvatten för att producera 1 kg spannmål. På varmare breddgrader åtgår det betydligt mer markvatten per kg spannmål.